# 花山瑶族乡
花山瑶族乡是中华人民共和国广西壮族自治区贺州市钟山县下辖的一个民族乡。

## 行政区划
花山瑶族乡下辖以下村级行政区划单位：
平西村、林坪村、保安村、板冠村、宝鹿村和三叉村。